# Sanatorium d'Aincourt
Le sanatorium d'Aincourt était un centre de cure spécialisé dans le traitement de la tuberculose pulmonaire (phtisie) situé dans le village d'Aincourt (département du Val-d'Oise) en France.
Le sanatorium, actuellement situé dans le parc naturel régional du Vexin français, a été construit par les architectes Édouard Crevel et Paul Decaux, entre 1931 et 1933. Il est un des plus vastes ensembles de cette catégorie édifiés au XXe siècle. Il fut aussi un camp de concentration entre 1940 et 1942.
L'édifice est à l'heure actuelle partiellement occupé par le groupement hospitalier intercommunal du Vexin. Il fait l’objet d’une inscription au titre des monuments historiques depuis le 1er février 1999.

## Histoire

### La création de la «Maison de la Cure» d’Aincourt
À la fin des années 1920, le département de Seine-et-Oise enregistre une recrudescence inquiétante de cas de tuberculose pulmonaire, notamment dans les centres urbains alors en plein essor industriel et démographique. Environ 10 000 tuberculeux meurent alors chaque année et en 1929, une épidémie touche 700 000 personnes en France. En 1930, le préfet du département et le conseil général décident la création d'une « Maison de la Cure » sur la colline de la « Bucaille » (nom courant dérivé du bas latin buca : la vache), un ancien rendez-vous de chasse situé à la sortie du village d'Aincourt (actuel Val-d'Oise), à 55 km au nord-ouest de Paris, dans le Vexin français.
Un concours architectural est lancé, remporté par le projet commun d'Édouard Crevel et Paul-Jean Decaux Les travaux menés pour le gros œuvre par l'entreprise de construction parisienne Lauret débutent en avril 1931 et s’achèvent en juillet 1933, date de l'ouverture du sanatorium. L'ensemble qui voit le jour en un temps record est un des plus grands et des plus remarquables sanatoriums construits au XXe siècle.
Le chantier du sanatorium d'Aincourt suscite un tel engouement dans l'opinion publique que des photos des différents stades de la construction sont commercialisées en cartes postales, dans les années 1930, par l'éditeur Thévenin.
En 1936, le sanatorium, alors au faîte de son fonctionnement, accueille 430 tuberculeux.

### 1940-1943, le temps du camp d'internement et du camp de la Milice
Situé en pleine zone de conflit armé, le sanatorium d'Aincourt évacue, en juin 1940, les malades qui sont répartis dans différents centres de cure provinciaux protégés, en Bretagne notamment.
En octobre 1940, le pavillon Bonnefoy-Sibour est alors réquisitionné, en accord avec les autorités militaires d'occupation, sur ordre du Préfet de Seine et Oise, Marc Chevalier, pour devenir le premier « camp d'internement administratif de la Zone Nord ». Le commissaire Andrew, ancien des Renseignements généraux et ex-directeur du camp de Bellay durant la « drôle de guerre », en devient le directeur.
182 prisonniers « suspects » arrêtés pour fait de résistance, arrivent dès le 5 octobre, parmi lesquels 2 députés de la Seine, 15 conseillers généraux, 40 conseillers municipaux de la Seine, 2 membres importants de l’ex-CGTU. Un peloton de gendarmes garde l'ancien sanatorium, devenu « Centre de séjour surveillé ». Initialement prévu pour 150 prisonniers, le camp en compte plus de 670 fin décembre 1940. À partir de cette date, des prisonniers sont transférés vers différents autres lieux d'incarcération : la centrale de Fontevraud, les prisons de Gaillon, Rambouillet, les camps de Rouillé, de Châteaubriant, de Voves, et le camp allemand de Royallieu à Compiègne.
En tout, environ 1500 prisonniers, hommes et femmes, furent détenus à Aincourt, dont les députés communistes Fernand Grenier, Jean Duclos et Robert Philippot. Des centaines furent déportés vers les camps de concentration d'Auschwitz, Buchenwald et Oranienburg-Sachsenhausen, d'où peu revinrent. Le camp d'internement d'Aincourt ferme ses portes le 15 septembre 1942 pour être remplacé par un centre d'entraînement des Groupes mobiles de réserve (GMR).
Les premiers GMR arrivent à Aincourt dès le mois de novembre 1942. Le 31 mars 1943 a lieu la cérémonie de remise des fanions des GMR en présence de René Bousquet, Secrétaire Général à la Police du gouvernement de Vichy. Le camp des GMR est dissous le 13 septembre de la même année.
Une stèle commémorative est érigée sur le site en 1994. Il y est rappelé que la plupart des internés à Aincourt ont été « fusillés ou déportés vers les camps de la mort ». Chaque année, une cérémonie a lieu le premier samedi d'octobre, en mémoire des déportés qui furent internés là entre 1940 et 1942.

### 1946-2001: fin d'un cycle
En 1946, le sanatorium rouvre ses portes. En 1955, un bloc opératoire nouveau est inauguré en hommage au docteur Pierre Le Foyer, grand spécialiste des opérations de la cage thoracique. Mais l'arrivée des antibiotiques et la régression de la tuberculose obligent les pouvoirs publics à reconsidérer la destination du sanatorium qui bénéficia d'aménagements progressifs destinés à le mettre en conformité avec les normes sanitaires modernes et dans une perspective désormais pluridisciplinaire.
En 1972, le sanatorium devient un centre médical et l'ancien Pavillon des Enfants (pavillon des Cèdres) est rénové jusqu'en 1975 pour devenir un centre de rééducation fonctionnelle.
Jardin japonais
À l'initiative du docteur Hamon, alors directeur du Centre Médical de la Bucaille, féru de culture extrême-orientale et de philosophie Zen, un ravissant jardin japonais est aménagé en 1970, entre le pavillon des Cèdres et le pavillon des Tamaris (pavillon Adrien-Bonnefoy-Sibour). Son aménagement, fidèle aux préceptes du traité du Sakutei-ki, évoque des jardins célèbres du Japon : celui du Sambô-in, pour la cascade, l'île et le petit pont ; le château Nijô pour l'agencement des rochers et les zones sacrées autour du sanctuaire de Nara pour la porte rituelle Torii. Les travaux sont exécutés par les jardiniers et les ouvriers d'entretien du centre hospitalier. Les agriculteurs des environs font don, à l'occasion, des rochers de grès aux formes artistiques.
Les infrastructures s'avérant de plus en plus inadaptées à la pratique d'une médecine toujours plus exigeante, le rez-de-chaussée du pavillon Adrien-Bonnefoy-Sibour, utilisé spécifiquement pour soigner la tuberculose, est fermé en 1987. Le pavillon du Docteur-Vian ferme totalement ses portes en 1988. En 2001, c'est le tour du pavillon Bonnefoy-Sibour. Seul, l'ancien Pavillon des enfants continue de fonctionner, devenu depuis centre hospitalier du Vexin qui est devenu le Groupement hospitalier intercommunal du Vexin le 1er janvier 2011.

### Déclin puis reconversion
Les deux immenses bâtiments du Docteur-Vian et Bonnefoy-Sibour, désormais vides, sont malheureusement livrés au pillage et au vandalisme en l'espace de quelques années. Les vandales désossent littéralement les lieux de tout ce qui n'appartenait pas au gros œuvre, saccagent ce qu'ils ne peuvent emporter. Les murs portent les stigmates des batailles de Paintball organisés nuitamment et de l'intervention de tagueurs parfois talentueux. Aujourd'hui, ces deux bâtiments pourtant inscrits à l'inventaire des monuments historiques offrent le spectacle désolant de grandes carcasses de béton battues par les vents. Malgré les outrages subis, ils conservent encore fière allure, attestant la qualité de la construction et de la perfection de leur ligne architecturale digne des exemples d'architecture paquebot les plus fameux du style fonctionnaliste de l'entre-deux-guerres.
Le pavillon Vian a d'ailleurs servi de décor pour la fin du film Le Serpent. On peut y voir Clovis Cornillac et Yvan Attal se battre.
Des travaux d'embellissement remarquables ont pourtant permis de réhabiliter les bâtiments annexes en les transformant en logements sociaux, des adjonctions contemporaines venant se marier harmonieusement à l'architecture de Crevel et Decaux.

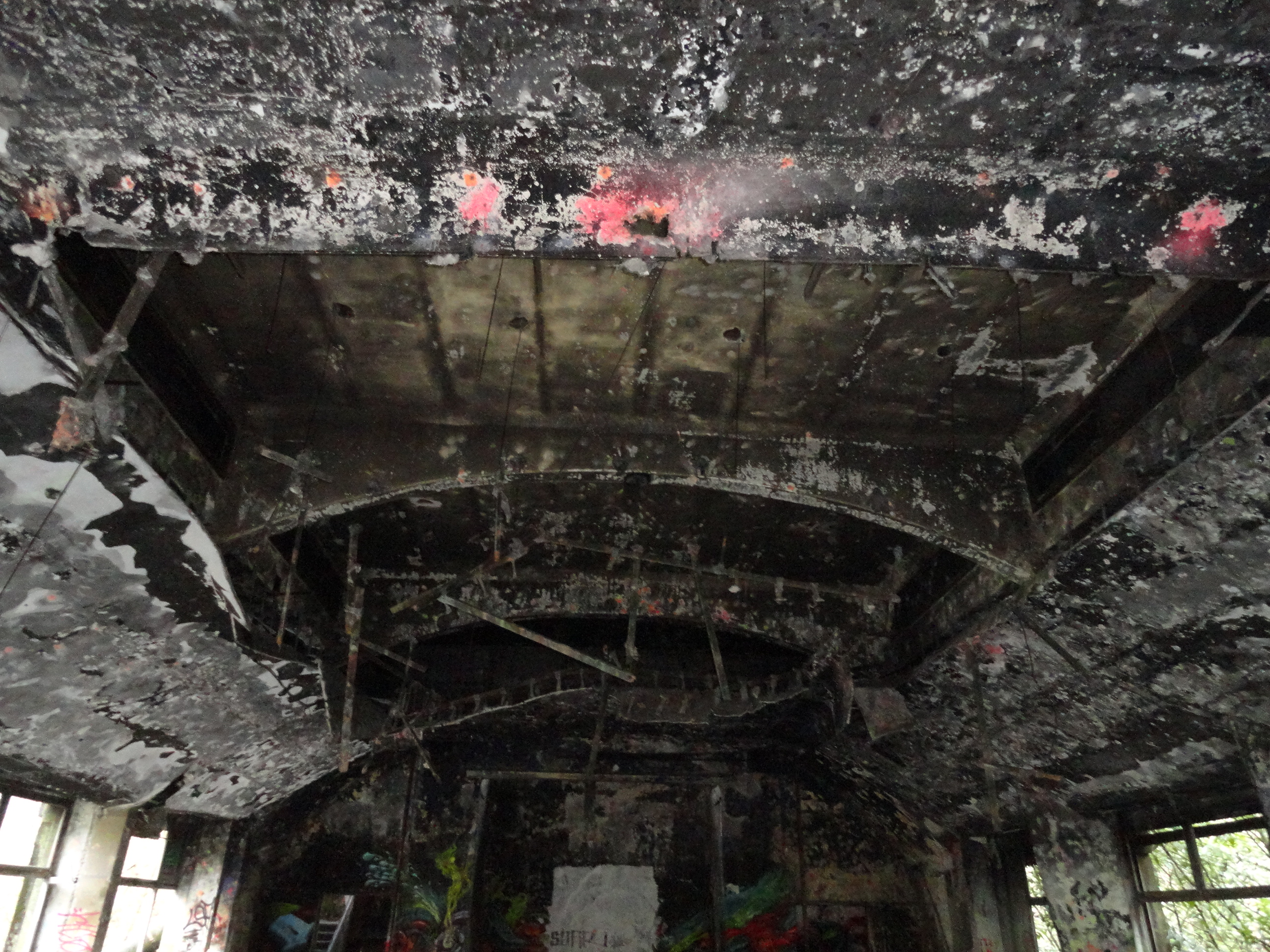
Salle de spectacles du pavillon du Docteur-Vian portant les stigmates des différents exercices d'extinction d'incendie

Le pavillon du Docteur-Vian, abandonné en premier, est désormais inaccessible, car envahi par la végétation et le gros œuvre a été fortement endommagé par les infiltrations des eaux pluviales. Il a servi notamment aux sapeurs pompiers à expérimenter des procédures de lutte contre les incendies. Malgré les feux allumés, la maçonnerie a prouvé l'exceptionnelle qualité de la construction initiale.
Un espoir subsiste encore pour le pavillon Adrien-Bonnefoy-Sibour qui doit être vendu à des promoteurs privés afin d'être réhabilité en résidence de services pour personnes âgées et handicapées, comportant 80 appartements dont 40 seraient mis en vente (décision du conseil d'administration du centre hospitalier du Vexin prise le 19 mai 2009 et confirmée par le conseil municipal d'Aincourt du 5 juin 2009).
Le cas d'Aincourt n'est pas isolé. Beaucoup d'anciens sanatoriums aujourd'hui désaffectés se voient menacés de disparition, comme celui de Saint-Hilaire-du-Touvet dans le département de l'Isère, bâti, quant à lui, au tout début du XXe siècle. Et pourtant, l'OMS enregistre un regain de la tuberculose pulmonaire qui tue près de deux millions de personnes par an dans le monde
En mars 2019, la presse se fait l'écho d'un vaste projet immobilier à l'horizon 2023.

## Description

### Un vaste ensemble hospitalier en pleine nature
Le site de la Bucaille est un ancien parc de 73 hectares situé à la sortie du village d'Aincourt, dont la situation, dans le parc du Vexin français, répondait parfaitement aux impératifs sanitaires d'isolement et de salubrité de l'air, tout en restant facilement accessible de l'agglomération parisienne.
La cure d'air frais et le repos constituaient le principal axe thérapeutique alors en vigueur, à une époque où les antibiotiques n'existaient pas. Ce fait conditionna le parti pris architectural des trois pavillons de cure : le pavillon des hommes (pavillon Adrien-Bonnefoy-Sibour, devenu ultérieurement « pavillon des Tamaris ») au sud, le pavillon des femmes (pavillon du Docteur-Vian, devenu ultérieurement « pavillon des Peupliers ») au nord, et le pavillon des enfants (pavillon Louis-Amiard, devenu ultérieurement « pavillon des Cèdres », et actuel groupement hospitalier intercommunal du Vexin) entre eux.

### Un ensemble architectural unique
Conçus pour accueillir 150 malades chacun, trois pavillons furent construits pour traiter les patients tuberculeux du Val d'Oise mais aussi étrangers.
Leur architecture est identique et impressionne par ses proportions. Il s'agit de trois grands bâtiments, de 220 mètres de long sur 12 mètres de large, comprenant trois étages de chambres disposés en gradins et un toit-terrasse. Chaque niveau possède une terrasse de cure continue compartimentée avec des paravents en verre dépoli destinés à isoler chaque chambre. Les terrasses, ou solariums, sont les galeries de cure cruciales pour le traitement de la maladie, les patients bacillaires devant passer plusieurs heures par jour sur ces terrasses aux heures d'ensoleillement, à respirer l'air pur et astreints à un repos absolu.
Cette spécificité thérapeutique et leur gigantisme confèrent à ces bâtiments l'allure de paquebots posés au milieu d'une forêt. Les chambres sont desservies intérieurement par un immense couloir de circulation. Deux escaliers principaux, construits hors-œuvre, flanquent chaque extrémité du corps principal. Leur cage de forme arrondie, bénéficie d'un éclairage naturel grâce à une résille de dalles de verre, allégeant considérablement leur apparence.
Le corps central est encadré de bâtiments annexes qui lui sont reliés par une galerie incurvée. À l'ouest se trouvent les services médicaux, dont un bloc opératoire et une salle de pneumothorax, à l'est les cuisines, le réfectoire et la salle de spectacle.

### Fonctionnalisme et esthétique
Le gros œuvre est en béton armé recouvert initialement d'un crépi. Les sols étaient revêtus d'un décor de granito. La construction est très soignée et fut réalisée sans grue, à l'aide d'échafaudages. On fit appel aux meilleurs spécialistes et ouvriers pour la mise en œuvre de techniques de pointe, pour l'époque. Des ouvriers cimentiers spécialisés, originaires de Vénétie, contribuèrent également à l'édification de cet ensemble qui fit la fierté de tous ceux qui y participèrent (ceux de la "Boucaille"), même des décennies après la fin des travaux.
En dehors des trois grands pavillons de cure, on construisit des bâtiments de service (buanderie, école), des bâtiments administratifs ainsi qu'un dépositoire/funérarium et des logements destinés au personnel médical. Une station d'épuration des eaux et même un château d'eau complétèrent cet ensemble d'une envergure exceptionnelle.
L'architecture élégante et sobre est représentative du style international en vigueur dans les années 1920-1930. Mais rarement un complexe hospitalier de cette envergure, conçu et réalisé en un temps record aura été aussi réussi. Les architectes ont su allier fonctionnalité avec souplesse des lignes, rompant avec la massivité et la monotonie traditionnelle pour ce type d'édifices. L'usage de la courbe vient ainsi tempérer les grandes lignes horizontales imposées par l'ampleur et la nature même du programme, les sanatoriums d'État développant souvent des proportions gigantesques, compte tenu des ravages que la tuberculose occasionnait dans la population, la maladie figurant au premier rang des priorités sanitaires de cette époque.

## Dans la culture

### Au cinéma
- 1975 : Flic Story de Jacques Deray
- 2003 : Cette femme-là de Guillaume Nicloux
- 2006 : Le Serpent d'Éric Barbier
- 2011 : Un amour de jeunesse de Mia Hansen-Løve
- 2013 : Les Rencontres d'après minuit de Yann Gonzalez
- 2016 : Demain tout commence de Hugo Gélin
- 2020 : Night Shot de Hugo König

### À la télévision
Plusieurs scènes du téléfilm 1, 2, 3, voleurs ont peut-être été tournées au sanatorium (forte ressemblance des lieux mais absence de crédits et de remerciements au générique).

### Musique
- 2009 : Clip de Bulimiarexia du groupe Eths.
- 2015 : Clip de Quitte à me quitter de Marvin Jouno.
- 2015 : Clip de Niquer ma vie de Youssoupha[11]
- 2016 : Clip de Bêtes à chagrin de Benoit Doremus
- 2022 : Clip de Trapped Soul de Malkal

### Littérature
- Valentine Goby, Un paquebot dans les arbres, roman, 2016, Actes Sud